# 茨城県道122号大山江戸崎線

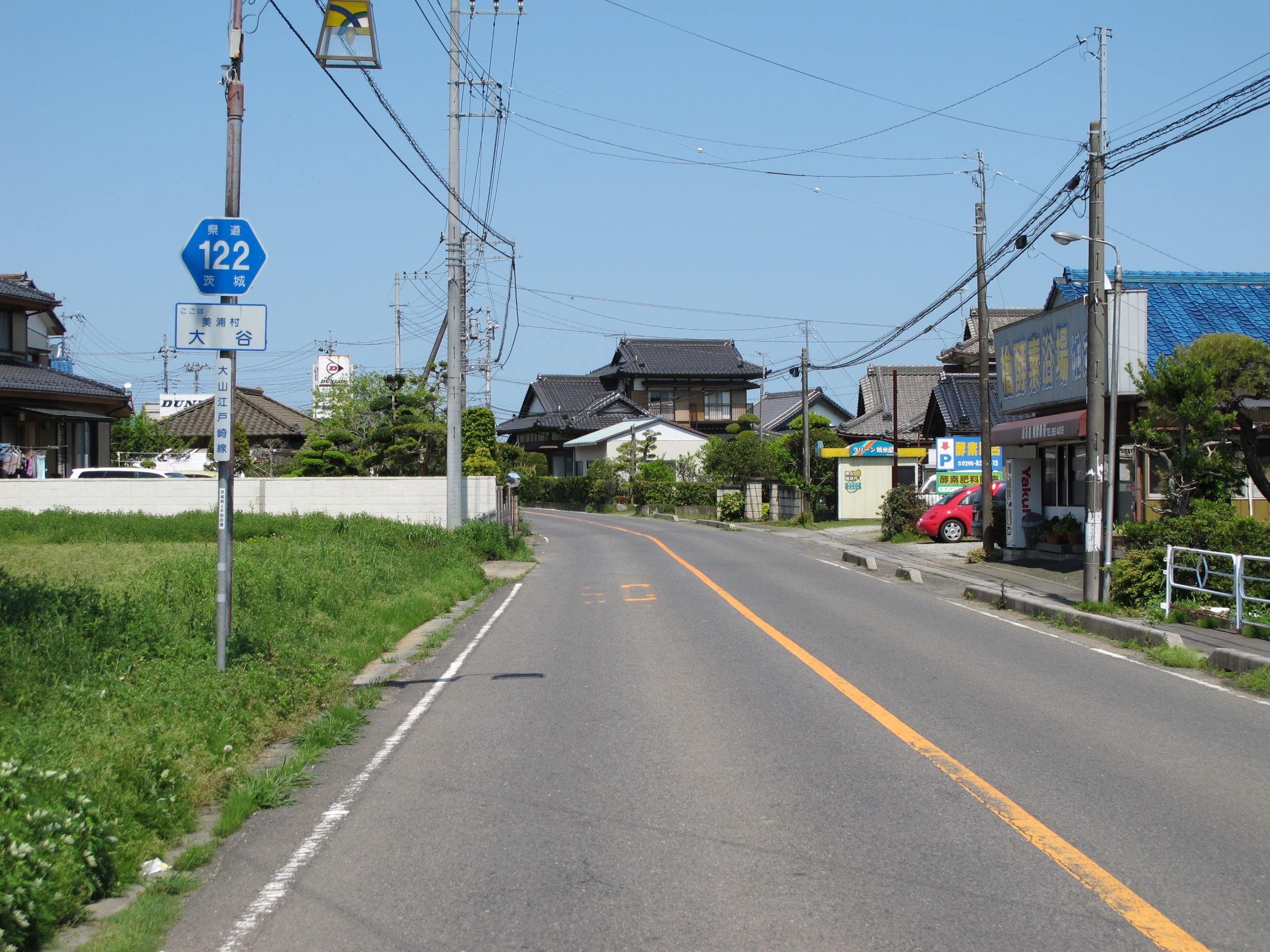
美浦村大谷（2012年5月撮影）

茨城県道122号大山江戸崎線（いばらきけんどう122ごう おおやまえどざきせん）は、茨城県稲敷郡美浦村の一般県道である。

## 概要
- 起点：茨城県稲敷郡美浦村大山（茨城県道120号上新田木原線交点）[1]
- 終点：茨城県稲敷郡美浦村大谷（国道125号交点、大谷交差点）
- 総延長：4.792 km[2]
- 重用延長：なし[2]
- 未供用延長：なし[2]
- 実延長：4.792 km[2]
- 自動車交通不能区間延長[注釈 1]：なし[2]

## 歴史
1959年（昭和34年）10月14日、新たな県道として稲敷郡美浦村大字大山を起点とし、稲敷郡江戸崎町（現、稲敷市）を終点とする区間を本路線として茨城県が県道路線認定した。1995年（平成7年）に整理番号122に変更されて現在に至る。

### 年表
- 1931年（昭和6年）9月1日：現在の路線の前身にあたる上新田江戸崎線が路線認定される。
- 1959年（昭和34年）10月14日：現在の路線が路線認定される（図面対象番号71）[3]。道路の区域は、稲敷郡美浦村大字大山の県道上新田木原線分岐から稲敷郡江戸崎町大字江戸崎までと決定された[1]。
- 1995年（平成7年）3月30日：整理番号133から現在の番号（整理番号122）に変更される[4]。

## 路線状況
道路法の規定に基づき、稲敷郡美浦村大山（一般県道上新田木原線交差） - 同村大谷（大谷交差点）間は、緊急輸送道路として機能を維持するため、災害発生時の被害拡大防止を目的に道路用地内に電柱を建てることが制限されている。

## 地理

### 通過する自治体
- 稲敷郡美浦村

### 沿線
- かだいらゴルフリンクス
- 妙香寺
- 美浦ゴルフ倶楽部
- 八幡神社